# 36992 Jakubek
36992 Jakubek è un asteroide della fascia principale. Scoperto nel 2000, presenta un'orbita caratterizzata da un semiasse maggiore pari a 2,638387 UA e da un'eccentricità di 0,092023, inclinata di 5,776106° rispetto all'eclittica.